# تیریل کریستیانسن
تیریل کریستیانسن (انگلیسی: Tiril Sjåstad Christiansen؛ زادهٔ ۷ آوریل ۱۹۹۵) اهل نروژ است.
وی در مسابقات کشوری و بین‌المللی در مجموع برندهٔ ۳ مدال طلا، ۳ مدال نقره، ۱ مدال برنز شده‌است.